# Безрукова, Ирина Владимировна
Ири́на Влади́мировна Безру́кова (урожд. — Бахтура, в первом замужестве — Ливанова; род. 11 апреля 1965, Ростов-на-Дону, РСФСР, СССР) — советская и российская актриса театра, кино и озвучивания, телеведущая, общественный деятель, тифлокомментатор высшей категории. Член Общественной палаты Московской области.

## Биография
Родилась 11 апреля 1965 года в Ростове-на-Дону.
Отец — Владимир Трофимович Бахтура — музыкант-гобоист, играл на гобое в Ростовском симфоническом оркестре. Переписывал клавиры, играл в театре музыкальной комедии. Родители развелись из-за любви отца к алкоголю, и он уехал в родной город Артёмовск.
Мать — Людмила Ивановна Бахтура —  училась в мединституте, но обучение не закончила. Работала фармацевтом в аптеке, фельдшером, операционной сестрой. Умерла от опухоли мозга, несмотря на две операции, когда Ирине было 11 лет, 3 марта 1977 года.
Бабушка по матери — Анна Дмитриевна Ступакова, работала дворником, воспитывала Ирину и её сестру после смерти матери.

## Карьера
В 1988 году окончила Ростовское училище искусств по специальности «актриса театра и кино», курс А. Малышева и В. Шапиро (1984—1988). Со второго курса училища была плотно занята в репертуаре Ростовского академического театра драмы имени Максима Горького, а к завершению учёбы сыграла более двухсот пятидесяти спектаклей.
С 1988 по 1989 год работала в Тульском государственном драматическом театре.
В 1990 году играла в Московском театре-студии под руководством Олега Табакова.
В течение двух лет (1999—2001) вела передачу «Магазин на диване» на телеканале «РТР», программу «Самые-самые» на «СТС».
Два года работала моделью по стрижкам в команде «Wella» (Сергей Зверев, С. Рыжкова).
Участвовала как факелоносец в пронесении олимпийского огня в московском этапе Всемирной эстафеты олимпийского огня летних Олимпийских игр 2004 года в Афинах.
8 июля 2008 года вместе с Сергеем Безруковым выступила в качестве ведущей первого в истории России празднования Дня семьи, любви и верности.
В сентябре 2009 года вошла в попечительский совет Межрегиональной благотворительной общественной организации содействия в реализации социальных программ в области медицины и здравоохранения «Возрождение», помогающей детям, страдающим ревматическими заболеваниями.
В 2010 году стала послом «Часа Земли» в России — акции Всемирного фонда дикой природы (WWF).
В 2013 году окончила институт «Реакомп», получив специальность «тифлокомментатор высшей категории». Осуществляет тифлокомментарий к спектаклям Московского губернского драматического театра.
С 2013 года — соучредитель и креативный директор Фонда поддержки и развития социокультурных проектов Сергея Безрукова.
11 июня 2015 года, накануне Дня России, награждена Знаком преподобного Сергия Радонежского — почётной наградой Московской области — за плодотворную общественную и благотворительную деятельность и активное участие в жизни Подмосковья. Имеет многочисленные награды за благотворительность.
6 июля 2015 года стала членом нового состава Общественной палаты Московской области, где возглавила Комиссию по качеству жизни граждан, здравоохранению и социальной политике.
31 июля 2015 года в эфир телеканала «360° Подмосковье» вышла авторская программа «Разговор на сцене», первым гостем которой стал актёр Сергей Безруков. Собеседниками ведущей в следующих программах были также композитор Максим Дунаевский, писатель-сатирик Михаил Николаевич Задорнов (последнее интервью юмориста), пианист Денис Мацуев, артисты Дмитрий Харатьян, Дмитрий Дюжев и другие известные деятели искусства.
В паре с мастером спорта России и победителем международных танцевальных турниров Максимом Петровым приняла участие в десятом юбилейном сезоне российского развлекательного телевизионного шоу «Танцы со звёздами», стартовавшем 7 марта 2016 года на телеканале «Россия-1».

## Личная жизнь
- Первый муж (1989—2000)[17] — Игорь Ливанов (род. 15 ноября 1953), советский и российский актёр театра и кино, заслуженный артист Российской Федерации (2004).
  - Сын — Андрей Ливанов (6 декабря 1989 — 14 марта 2015)[18][19]. Служил старшим администратором в Московском губернском драматическом театре с первых дней существования театра[20]. Погиб в результате несчастного случая. Прах развеян над одним из озёр в Карелии.
- Второй муж (2000—2015) — Сергей Безруков (род. 18 октября 1973), актёр театра и кино, художественный руководитель Московского губернского драматического театра, народный артист Российской Федерации (с 2008 года)[21][22][23].

Ведёт здоровый образ жизни, абсолютно исключает алкоголь и табак.
Дружит с певцом Родионом Газмановым (род. 3 июля 1981, Калининград), которого спасла в детстве от утопления.

## Общественная позиция
Негативно высказывалась об уехавших из РФ по причине войны с Украиной гражданах.

## Творчество

### Роли в театре
Московский Губернский драматический театр
- 2014 — «Бесконечный апрель» (по одноимённой пьесе Ярославы Пулинович; режиссёр-постановщик Анна Горушкина) — мама Вениамина[27]
- 2017 — «Романовы» (театральный исторический проект; режиссёр-постановщик Наталья Рослан) — чтец, венценосная особа

### Фильмография

#### Актёрские работы
- 1991 — Московские красавицы — участница конкурса красоты
- 1991 — Шоу-бой — модель
- 1991 — Путана — Маша (одна из главных ролей)
- 1991 — Когда опаздывают в ЗАГС… — Вика, девушка Кости, невеста (главная роль)
- 1992 — Ричард Львиное Сердце — Эдит, английская принцесса (главная роль)
- 1992 — Ваш выход, девочки — манекенщица
- 1993 — Рыцарь Кеннет — Эдит, английская принцесса (главная роль)
- 1993 — Золотой туман — Лариса (одна из главных ролей)
- 1994 — Поезд до Бруклина — актриса
- 1994 — Наваждение (по роману Бунина «Натали») — Натали (главная роль)
- 1996 — Коля (Чехия; премия «Оскар» в номинации «Фильм на иностранном языке») — Надежда, мать Коли
- 1997 — Графиня де Монсоро — Луиза Лотарингская, королева Франции
- 1997 — Волшебный портрет — «Малахитовая фея»
- 1998 — Незнакомое оружие, или Крестоносец 2 — дочь генерала
- 1999 — Китайскій сервизъ — графиня
- 2000 — Рыцарский роман — Анна Комнина, византийская принцесса
- 2000 — Маросейка, 12 (фильм № 1 «Операция „Зелёный лёд“») — девушка с яблоком
- 2000 — Любовь.ru — Ольга (главная роль)
- 2001 — Ералаш (выпуск № 143, сюжет «Крик осла»)[28] — мама мальчика (в титрах — И. Ливанова)
- 2003 — Участок — Людмила Евгеньевна, жена участкового Павла Кравцова
- 2003 — Любовь и правда Фёдора Тютчева — Елена Денисьева, возлюбленная Фёдора Тютчева (главная роль)
- 2005 — Есенин — Лидия Кашина (прототип главной героини поэмы Сергея Есенина «Анна Снегина»)
- 2005 — Даша Васильева. Любительница частного сыска (4-й сезон) — Карина Кожедубова
- 2011 — Реальная сказка — Василиса Премудрая (Василиса Николаевна, классный руководитель Саши) (главная роль)
- 2011 — МУР — Зоя Литовская
- 2011 — Полный контакт — Марина (главная роль)
- 2014 — Подарок с характером — Нина, няня
- 2015 — Временно недоступен — буфетчица
- 2016 — Семейные обстоятельства — Карина, бывшая жена главного героя
- 2016 — Землетрясение (Россия, Армения) — стюардесса
- 2016 — Лучик — Елена Барски, юрист
- 2018 — Тот, кто читает мысли (Менталист) (серия № 9 «Похищение шедевра мирового искусства») — Ядвига Яновна Марковская, искусствовед
- 2018 — Непрощённый — сотрудница аэропорта
- 2021 — Чикатило — Раиса, эксперт-криминалист
- 2023 — Эскортница — мама Анны / Кристины

#### Озвучивание
- 1993 — Тайна королевы Анны, или Мушкетёры тридцать лет спустя — Луиза-Франсуаза де Лавальер (роль Катри Хормы[англ.])
- 2004 — Джек-пот для Золушки — «Золотая рыбка»
- 2004 — Столичный сувенир (мультфильм) — Ира, модель
- 2006 — Князь Владимир (мультфильм) — Анна Византийская
- 2008 — Про Федота-стрельца, удалого молодца (мультфильм) — царевна
- 2010 — 2015 — Хуторок — баба Зина[29]
- 2018 — Снежная Королева: Зазеркалье (мультфильм) — Уна, мать Герды и Кая

#### Озвучивание тифлокомментариев
- 2017 — Человек-паук: Возвращение домой; режиссёр Джон Уоттс
- 2017 — Три сестры; режиссёр Юрий Грымов

### Аудиокниги
- «Азазель» (аудиокнига) — А. Бежецкая
- «Про Федота-стрельца» (аудиокнига) — Маруся
- «Сказки в исполнении Сергея и Ирины Безруковых» (аудиокнига)

### Участие в видеоклипах
- 1994 — реклама АО «МММ» «Она умеет считать деньги»
- 1995 — видеоклип Роксаны Бабаян «Океан стеклянных слёз»
- 2004 — видеоклип Владимира Асимова «Не моя, чужая, незнакомая»
- 2015 — видеоклип на песню Стаса Михайлова «Сон, где мы вдвоём»[30]

## Награды
- 2015 — Знак преподобного Сергия Радонежского (почётная награда Московской области) — за плодотворную общественную и благотворительную деятельность и активное участие в жизни Подмосковья[9][10].
- 2018 — получила статуэтку премии журнала HELLO! «Самая Стильная 2018» в номинации «Классика»[31]
- в октябре 2018 года Ирина Безрукова получила награду от благотворительной организации РусФонд «За вклад в развитие тифлокомментирования в России».
- 2 декабря 2019 проект Ирины Безруковой по тифлокомментированию был удостоен приза, как «Лучший социальный проект в театре» премии «Звезда Театрала».
- 2020 год удостоена награды в номинации «Так звучит любовь: за продвижение тифлокомментирования в театре и кино» премии «STAR AWARDS’2020».